# Tête de pont roumaine

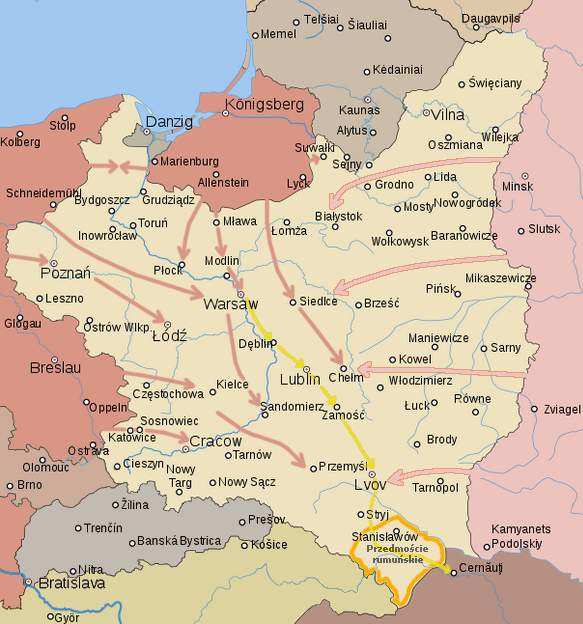
Carte des frontières polonaises de 1939. La Roumanie est située au sud-est. La « tête de pont roumaine » figure en orange et la route suivie par le gouvernement et l'or polonais en jaune.

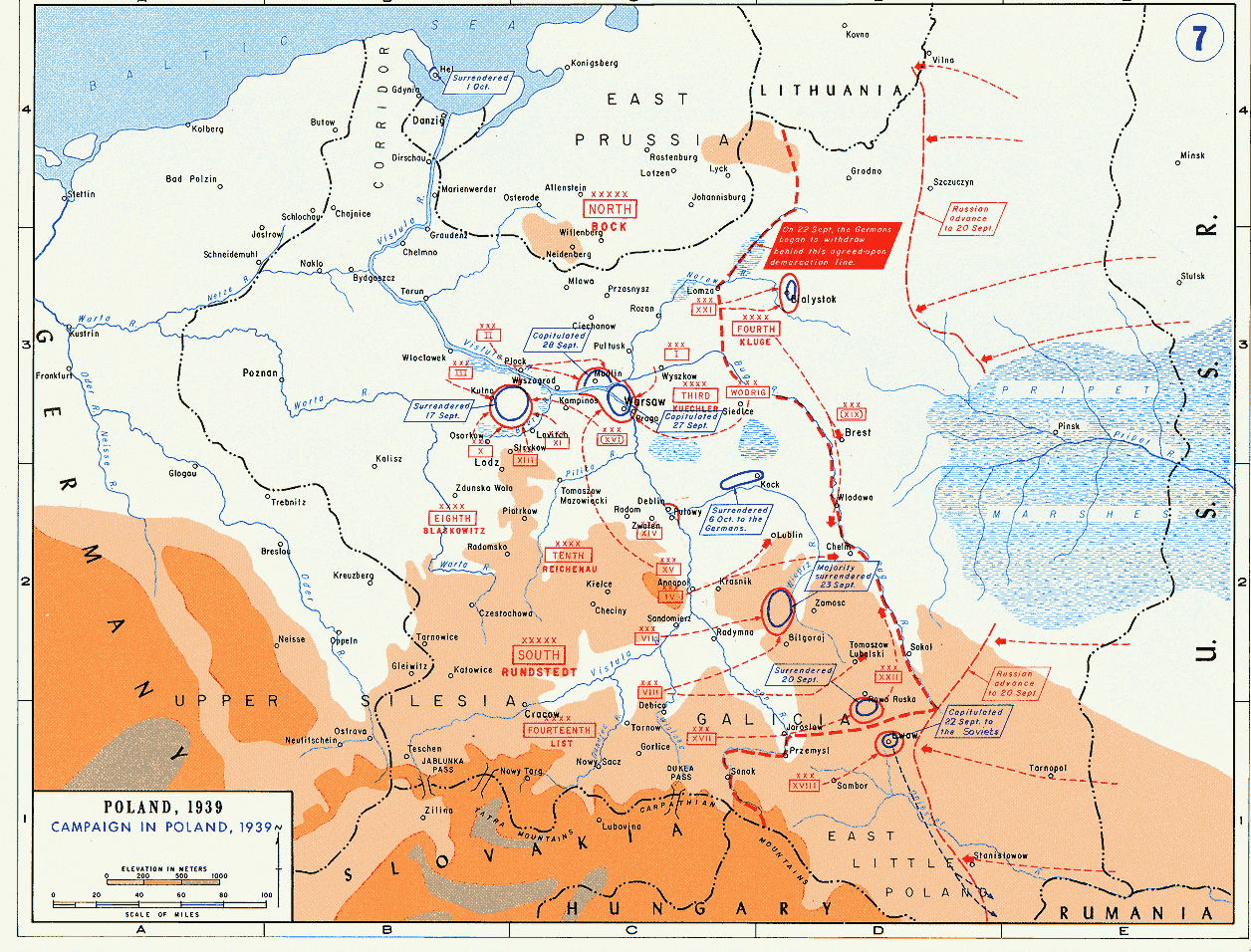
Théâtre des opérations au 14 septembre 1939.

La tête de pont roumaine (en polonais : Przedmoście rumuńskie) est un plan polonais élaboré par le commandant en chef des forces armées polonaises, Edward Rydz-Śmigły pendant la campagne de Pologne en 1939, qui connut un début de mise en œuvre à partir du 14 septembre, ordonnant aux soldats qui combattent à l'est de la Vistule (20 divisions) de se replier à Lwów (qui sera le théâtre d'une bataille acharnée), puis dans les montagnes des Carpates, en Galicie orientale et en Pocoutie (aujourd'hui partie de l'Ukraine) au contact de la Bucovine alors roumaine.

## Histoire
Le plan prévoyait d'organiser une défense efficace pour l'hiver avec l'aménagement de dépôts de munitions dans l'attente d'une offensive promise par les Français sur le front de l'ouest. En réalité, celle-ci n'aura jamais lieu hormis quelques escarmouches dans la Sarre : la  « drôle de guerre ». La marine de guerre et la marine marchande polonaises avaient en revanche été évacuées avant le 1er septembre, opérant dorénavant à partir des ports français et britanniques, et livrant du ravitaillement par le port de Constanța en Roumanie, pays qui, sous le régime carliste, était neutre, mais encore favorable aux Alliés occidentaux.
Au total, 120 000 soldats polonais battent en retraite vers la zone de la tête de pont, vers la Roumanie et la Hongrie (depuis mars 1939, à la suite du Premier arbitrage de Vienne, Pologne et Hongrie, encore neutre elle aussi, avaient une frontière commune). Le 17 septembre 1939 l'invasion soviétique contraint l'état-major polonais à annuler le plan : le gouvernement, l'or polonais et les restes de l'armée parviennent in extremis à passer en Roumanie, pour embarquer à Constanța sur les bateaux du Service maritime roumain et sur le navire britannique HMS Eocene du Cdt. Robert E. Brett, rejoignant ainsi à Alexandrie, en Égypte britannique, ce qui deviendra plus tard l'Armée polonaise de l'Ouest, qui combattra ensuite en France, puis au Royaume-Uni.